# 吳省欽
吳省欽（1729年—1803年），字充之、冲之，號白華，江蘇南匯（今上海市）鹤沙人。清朝政治人物，进士出身。

## 生平
早年入赘至郡城。乾隆二十二年（1757年）赐举人，授内阁中书。乾隆二十八（1763年）癸未科进士，授编修，任四川、湖北、顺天等学政，累迁左都御史。攀附和珅，成了和珅的親信。乾隆五十一年（1786年）六月御史曹錫寶想参劾和珅的管家劉全“恃势营私，衣服、车马、居室皆逾制”，卻将奏稿拿给同乡吴省钦过目。吴省钦连夜遣人至承德避暑山庄向和珅告密，曹锡宝因故被革职。省钦官至都察院左都御史。嘉慶四年（1799年）和珅伏誅，省钦“恐被人列款彈劾”，奏請致仕回籍。著有《白华初稿》、《白華後稿》、《白华诗钞》。友和珅弟和琳、四川布政使林儁。